# Llengua koiné
Koiné és qualsevol llengua que s'utilitza com a model i que és comuna i general en un mateix territori. Aquesta llengua s'oposaria a qualsevol dialecte. El terme koiné prové del grec koine i designava una llengua grega que es parlava a la Mediterrània durant el regnat d'Alexandre el Gran. Aquesta llengua estava basada en el dialecte àtic.

## Una koiné per al català
Durant l'època medieval, el català va tenir la seva pròpia koiné literària, l'occità literari, que van fer servir els trobadors catalans i també els francesos, italians i provençals per a compondre els seus poemes. Aquesta varietat d'occità, però, no era l'occità que parlava el poble, sinó una varietat artificial utilitzada en la poesia. Des del segle xii fins al segle xv, amb Ausiàs Marc, els poetes catalans van escriure les seves composicions en occità literari i no en català, llengua que es reservava per a la prosa. Es considera, doncs, que l'occità poètic era una llengua supradialectal emprada com a llengua literària.